# Нана Иберијска
Нана (груз. ნანა) је била краљица Иберије, друга жена краља Миријана III, која је живела у 4. веку. Због њене улоге у преобраћењу Грузијаца у хришћанство. Грузијска православна црква је поштује као светитеља и канонизовала ју је као Свету равноапостолну краљицу Нану.

## Биографија
Према грузијским хроникама, Нана је „дошла из Грчке, са Понта, Олиготова ћерка“. Понт овде може значити Босфорско краљевство, које је тада било клијентска држава Римског царства. К. Л. Туманов сугерише да је име Наниног оца можда грузијско изобличење имена владара Босфорског царства „Олимпије“ или „Олимп“, чији је син Аурелије Валерије Сог Олимпијан био римски гувернер Теодосије, познато из грчког натписа. од 306. посвећена „Свевишњему „Богу“ поводом изградње јеврејског „молитвеног дома“. Према Кристијану Сетипанију, Нана је најмлађа ћерка босфорског краља Фофорса.
Краљ Миријан се оженио њоме након смрти своје прве жене (292. године према Туманову). Нана је Миријану родила два сина, Рева II, и Вараз-Бакура, и ћерку која се удала за Пероза, првог михранидског владара провинције Гугарк.
Средњовековни грузијски извори извештавају да је Нана била непоколебљива паганка која је презирала хришћанска учења све док се на чудесан начин није излечила од страшне болести, након чега ју је света Нина, кападокијска хришћанска мисионарка, преобратила у хришћанство. Стари римски научник Руфин из Аквилеје, који је написао историјско дело пола века након преласка Иберије у хришћанство, на основу усмених извештаја Бакарија Иберијског, помиње неименовану краљицу Иберије коју је излечио хришћански заробљеник. Захваљујући Нинином пастирству, краљ Миријан је 337. године примио хришћанство, а хришћанство је постало званична религија Иберије.
Нана је умрла, према Туманову, 363. године.
Нана је канонизована од стране Грузијске цркве. Традиционално се верује да су Нана и Миријан сахрањени у манастиру Самтавро у Мцхети, где су њихови гробови и даље изложени.
Дана 14. маја 2018. године, на заседању Светог Синода Руске православне Цркве, име Свете Нане је уврштено у календар Руске Православне Цркве.